# Pescatoria pulvinaris
Pescatoria pulvinaris là một loài thực vật có hoa trong họ Lan. Loài này được (Rchb.f.) Dressler mô tả khoa học đầu tiên năm 2005.

## Hình ảnh

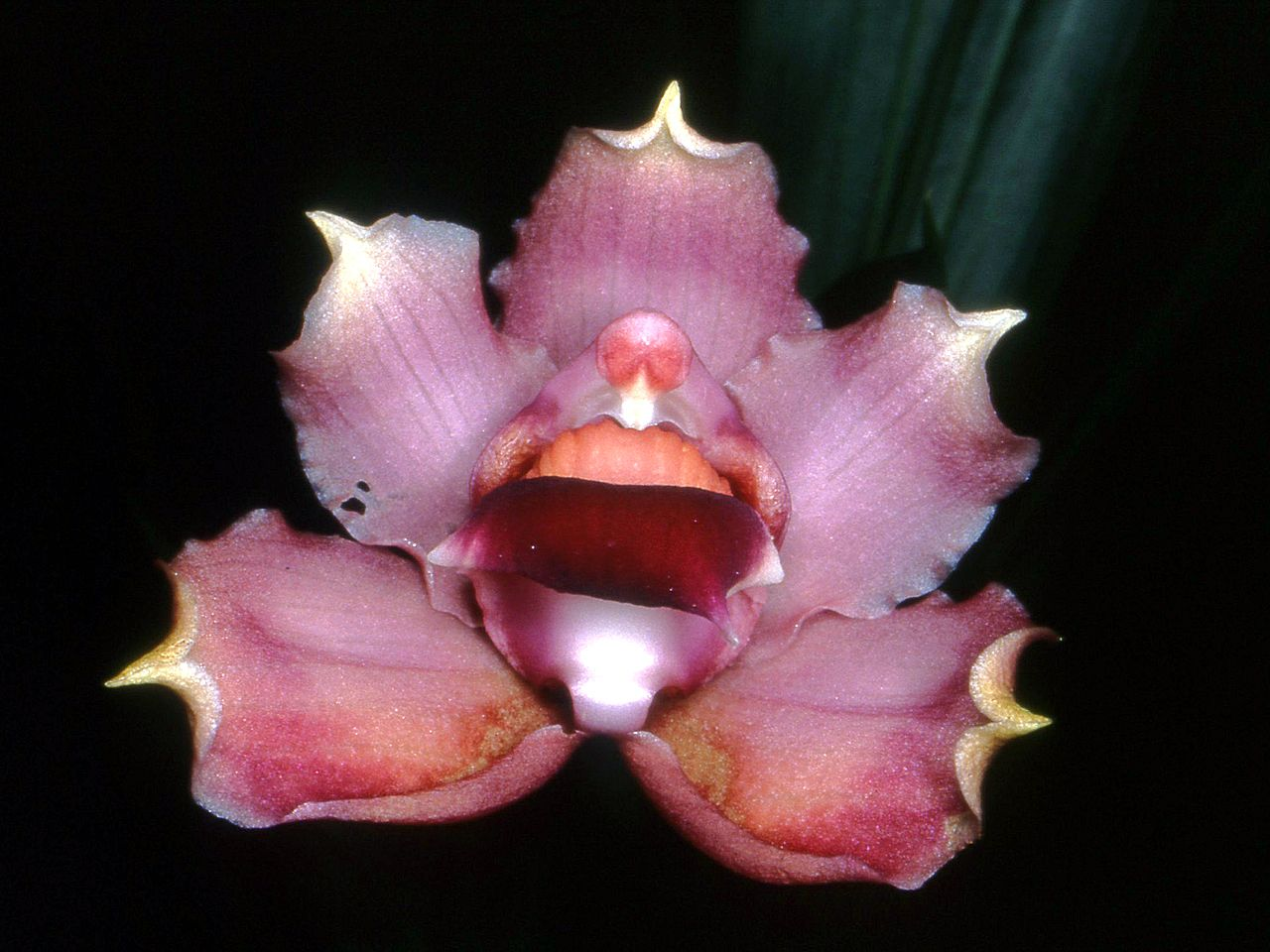
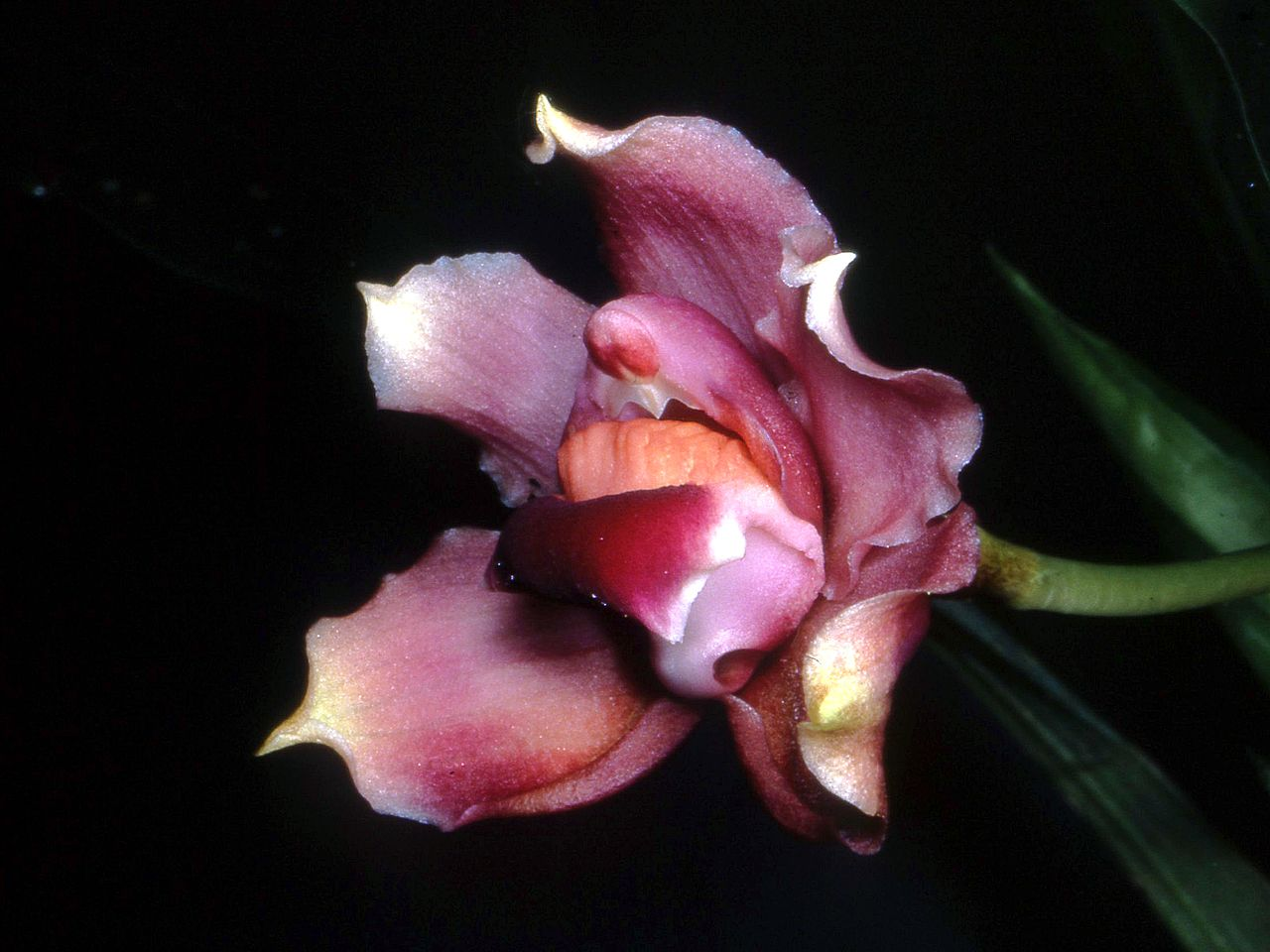